# Paratanais spinanotandus
Paratanais spinanotandus är en kräftdjursart som beskrevs av Jürgen Sieg 1982. Paratanais spinanotandus ingår i släktet Paratanais och familjen Paratanaidae. Inga underarter finns listade i Catalogue of Life.